# Oblys d'Ulytau

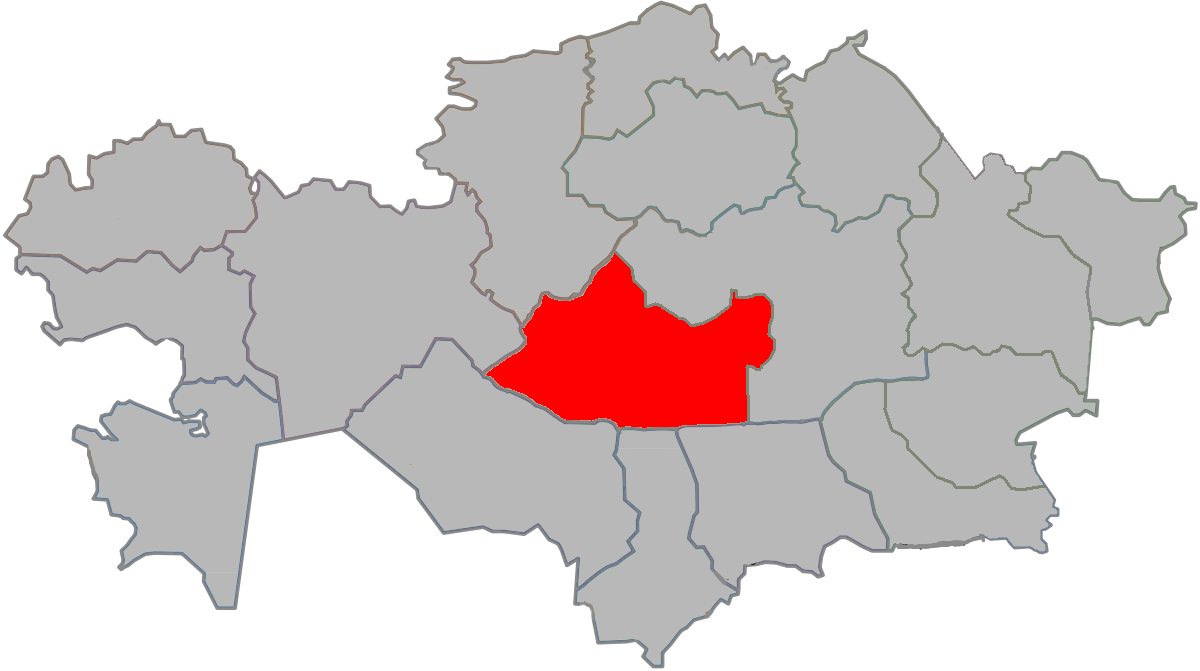
Carte du Kazakhstan avec l'oblys d'Ulytau en rouge.

L'oblys d'Ulytau (en kazakh Ұлытау облысы, Ulytau oblysy) est une province kazakhe située dans le centre du pays. Son centre administratif est la ville de Jezqazğan. Elle est bordée par les oblys du Turkestan au sud, de Kyzylorda au sud-ouest, de Djamboul au sud-est, d'Aktioubé à l'ouest, de Kostanaï au nord-ouest et de Karaganda au nord-est,.
Annoncé le 16 mars 2022 par le président Kassym-Jomart Tokaïev, l'oblys d'Ulytau est créé le 8 juin 2022 à partir de celui de Karaganda. Ses frontières correspondent à peu près à la moitié ouest de l'ancien oblys de Jezqazğan (ru), qui a fusionné avec celui de Karaganda en 1997,.